# ホイットニー・ヒューストン/スパークル
『ホイットニー・ヒューストン/スパークル』（Sparkle）は2012年のアメリカ合衆国の音楽映画。監督はサリム・アキル、出演はジョーダン・スパークスとホイットニー・ヒューストンなど。1976年の映画『スパークル』のリメイクであり、1960年代に人気を博した黒人女性ボーカル・グループ「スプリームス」から着想を得たフィクションである。歌手で女優のホイットニー・ヒューストンの最後の映画出演作品であり、彼女の死後に公開された。
当初は女性歌手アリーヤ主演で準備が進んでいたが、彼女が2001年のセスナ機事故で急死したことで企画は頓挫、その後ジョーダン・スパークス主演で製作が再開された。
日本では劇場公開されず、2013年にDVDスルーとなった。

## ストーリー
1960年代末のデトロイト。シスター、ドロレス、スパークルのアンダーソン3姉妹は、シングルマザーで厳格な母エマの目を盗んで歌手活動をしていた。マネージャとなったスティックスの尽力もあり、やがて3人は実力が認められ、大手レコード会社との契約も目前となるが、長姉でリードヴォーカルのシスターが、恋人リーヴァイを捨て、人気コメディアンのサテンと婚約したことで事態は暗転する。シスターはサテンからのDVと薬物依存で自滅、レコード会社との契約は立ち消えになる。シンガーソングライターとして秀でた才能を持つ三女スパークルの才能を高く評価し、彼女を愛するスティックスはスパークルと結婚して、再起をはかろうと提案するが、スパークルはシスターの面倒を見るためにスティックスと別れる。ところが、サテンはシスターの治療を許そうとせず、スパークルやドロレスにまで暴力を振るう。そして激しいもみ合いの中、ドロレスはとっさにサテンを殴り殺してしまう。シスターはドロレスの身代わりとなって逮捕される。
ドロレスは医大に合格し、かねてからの希望通りに医師を目指す。一方、スパークルはソロ歌手として活動することを決意し、かつて契約しかけた大手レコード会社に積極的に売り込み、スティックスをマネージャとして呼び戻す。スパークルはレコード会社との契約を賭けたショーに母エマを招待する。収監されているシスターに面会したエマはようやくスパークルの夢を認めて応援する。スパークルは愛するスティックスと母が見守る中、ショーを成功させ、レコード会社との契約を勝ち取る。

## キャスト
※括弧内は日本語吹替
- スパークル: ジョーダン・スパークス（渡辺広子） - 音楽の才能に恵まれた女性。地味で真面目。
- エマ: ホイットニー・ヒューストン（林りんこ） - スパークルの母。元プロ歌手。洋服店を経営。
- スティックス: デレク・ルーク - スパークルたちのマネージャ。
- サテン: マイク・エップス - 人気コメディアン。遊び人。
- タミー（シスター）: カルメン・イジョゴ（志田有彩） - スパークルの長姉。セクシー美女。
- ドロレス（ディー）: ティカ・サンプター（白川万紗子） - スパークルの次姉。医師を目指す。
- リーヴァイ: オマリ・ハードウィック（英語版） - タミーの恋人。スティックスの従兄弟。
- ブラック: シーロー・グリーン - 人気歌手。

## 音楽
サウンドトラック（en:Sparkle: Original Motion Picture Soundtrack）
- 「Celebrate」 - ホイットニー・ヒューストンが2012年2月11日に亡くなる前に録音した最後の曲。
- 「His Eye Is on the Sparrow」 - ホイットニー・ヒューストンのゴスペル、映画予告編の教会シーンの曲。

## 作品の評価
Rotten Tomatoesによれば、批評家の一致した見解は「メロドラマ的で古めかしいことは否めないが、サリム・アキル監督の共感を呼ぶ演出と熱心なキャストの力強い演技のおかげで、『スパークル』は型通りの作品を超越したものに仕上がっている。」であり、93件の評論のうち高評価は57%にあたる53件で、平均して10点満点中5.73点を得ている。
Metacriticによれば、28件の評論のうち、高評価は13件、賛否混在は13件、低評価は2件で、平均して100点満点中54点を得ている。